# Lovorno
Lovorno falu Horvátországban, Dubrovnik-Neretva megyében. Közigazgatásilag Konavle községhez tartozik.

## Fekvése
A Dubrovnik városától légvonalban 24, közúton 29 km-re délkeletre, községközpontjától légvonalban 12, közúton 14 km-re délkeletre, a Sniježnica-hegység lábánál, a konavlei mező északi peremén  fekszik. Több ivóvízforrás is ered a területén mint a Badri, a Bizurad, a Lovorna és mások. A házak két övezetben sorakoznak a Zvekovicáról Vodovađára vezető út mentén.

## Története
A település nevét babérfáiról (lovor) kapta, melyek majdnem minden háza körül megtalálhatók. Lovorno területe már az ókorban lakott hely volt. Első ismert lakói az illírek voltak, akik magaslatokon épített erődített településeken éltek és kőből rakott halomsírokba temetkeztek. Erődített településeik maradványai találhatók Lovorno határában is a Gradina és Kopilgrad nevű magaslatokon. Halomsírjuk maradványai megtalálhatók a település területén. A rómaiak az i. e. 2. században győzték le az illíreket és Epidaurum központtal e területet is a birodalomhoz csatolták. A római uralom emléke a Nagyboldogasszony templom falába illesztett 2. századi római sírfeliratos tábla, melyet a templom alapjainak ásása során találtak. A római hatalmat a népvándorlás vihara rengette meg. A Nyugatrómai Birodalom bukása után a keleti gótok özönlötték el a térséget, őket 537-től 1205-ig kisebb megszakításokkal a bizánciak követték. A 7. században avarok és a kíséretükben érkezett szlávok, a mai horvátok ősei árasztották el a területet. A várakat lerombolták és az ellenálló lakosságot leöldösték. Így semmisült meg a mindaddig fennálló Epidaurum. A túlélő lakosság előbb az északnyugatra fekvő Župára, majd Raguzába menekült. 
A település a középkorban is lakott volt. Kezdetben Travunja része volt, mely Dél-Dalmácián kívül magában foglalta a mai Hercegovina keleti részét és Montenegró kis részét is. A Raguzai Köztársaság 1419-ben vásárolta meg Konavle keleti részével együtt. Szent Illés temploma a 15. században épült és az 1900-ban lebontott régi templom is középkori eredetű volt. A pridvorjei plébániát, melyhez Lovorno is tartozik 1584-ben alapították. Lovornoi volt az 1799-es konavlei felkelés egyik vezetője Cvijeto Mujo. A felkelés akkor tört ki, amikor a köztársaság új adót vezetett be Konavle területén. Az összecsapások csak néhány hónapig tartottak, ez idő alatt Konavle átmenetileg kikerült a raguzai hatóságok ellenőrzése alól. Az 1806-ban a Konavléra rátörő orosz és montenegrói sereg a település házait is kifosztotta, közülük sokat fel is gyújtottak. A köztársaság bukása után 1808-ban Dalmáciával együtt ez a térség is a köztársaságot legyőző franciák uralma alá került, de Napóleon bukása után 1815-ben a berlini kongresszus Dalmáciával együtt a Habsburgoknak ítélte. 1857-ben 348, 1910-ben 315 lakosa volt. 1918-ban az új szerb-horvát-szlovén állam, majd később Jugoszlávia része lett. A délszláv háború idején 1991 októberében a jugoszláv hadsereg, valamint szerb és montenegrói szabadcsapatok foglalták el a települést, melyet kifosztottak és felégettek. A lakosság nagy része a jól védhető Dubrovnikba menekült és csak 1992 októberének végén térhetett vissza. A háború után rögtön megindult az újjáépítés. A településnek 2011-ben 183 lakosa volt. Lakói főként mezőgazdasággal, állattartással foglalkoztak. 

## Népesség
| Lakosság változása | Lakosság változása | Lakosság változása | Lakosság változása | Lakosság változása | Lakosság változása | Lakosság változása | Lakosság változása | Lakosság változása | Lakosság változása | Lakosság változása | Lakosság változása | Lakosság változása | Lakosság változása | Lakosság változása | Lakosság változása | Lakosság változása |
| ------------------ | ------------------ | ------------------ | ------------------ | ------------------ | ------------------ | ------------------ | ------------------ | ------------------ | ------------------ | ------------------ | ------------------ | ------------------ | ------------------ | ------------------ | ------------------ | ------------------ |
| 1857               | 1869               | 1880               | 1890               | 1900               | 1910               | 1921               | 1931               | 1948               | 1953               | 1961               | 1971               | 1981               | 1991               | 2001               | 2011               | 2021               |
| 348                | 361                | 375                | 385                | 351                | 315                | 247                | 259                | 262                | 252                | 239                | 265                | 256                | 213                | 160                | 183                | 188                |

## Nevezetességei
- A temetőben álló Szent Anna templomot a 16./17. században építették, felújítása nemrég történt.
- A gornji lovornoi Szent Illés templom a 15. századból származik.
- A Nagyboldogasszony templomot 1900-ban építették a régi templom helyén, melyet ekkor bontottak le. Az alapok ásása során 2. századi római epitáfiumra bukkantak, melyet az új templom falába illesztettek.
- Ókori vármaradványok a Gradinán
- Kopilgrad régészeti lelőhely
- Ókori halomsír
- Érdekesség, hogy a településnek saját himnusza van, melynek kezdősora: "Grme Groti i Kadrma naša" .

## Híres emberek
Lovornoról származik a híres énekesnő Tereza Kesovija, aki elsősorban Franciaországban ért el nagy sikereket.